# ساختمان انجمن خیریه ارامنه
ساختمان انجمن خیریه ارامنه مربوط به دوره پهلوی اول است و در تبریز، خیابان شریعتی جنوبی، کوچه ارک، پ۷ واقع شده و این اثر در تاریخ ۱ مهر ۱۳۸۲ با شمارهٔ ثبت ۱۰۳۴۴ به‌عنوان یکی از آثار ملی ایران به ثبت رسیده است.